# Улица Инессы Арманд
Улица Ине́ссы Арма́нд (название с 4 июля 1984 года) — улица в Юго-Западном административном округе города Москвы на территории района Ясенево. Названа в честь деятельницы революционного и коммунистического движения Инессы Арманд. Проходит между Голубинской улицей и Проездом Карамзина. Длина — 0,6 км. Фактически представляет собой бульвар, зелёная часть которого — фрагмент аллеи, ведшей от усадьбы Ясенево к усадьбе Знаменское-Садки.

## Транспорт
Ближайшие к улице Инессы Арманд станции метро — «Новоясеневская» и «Битцевский парк». По улице проходят автобусы 281, 769, 912, с14, н16.

## Галерея

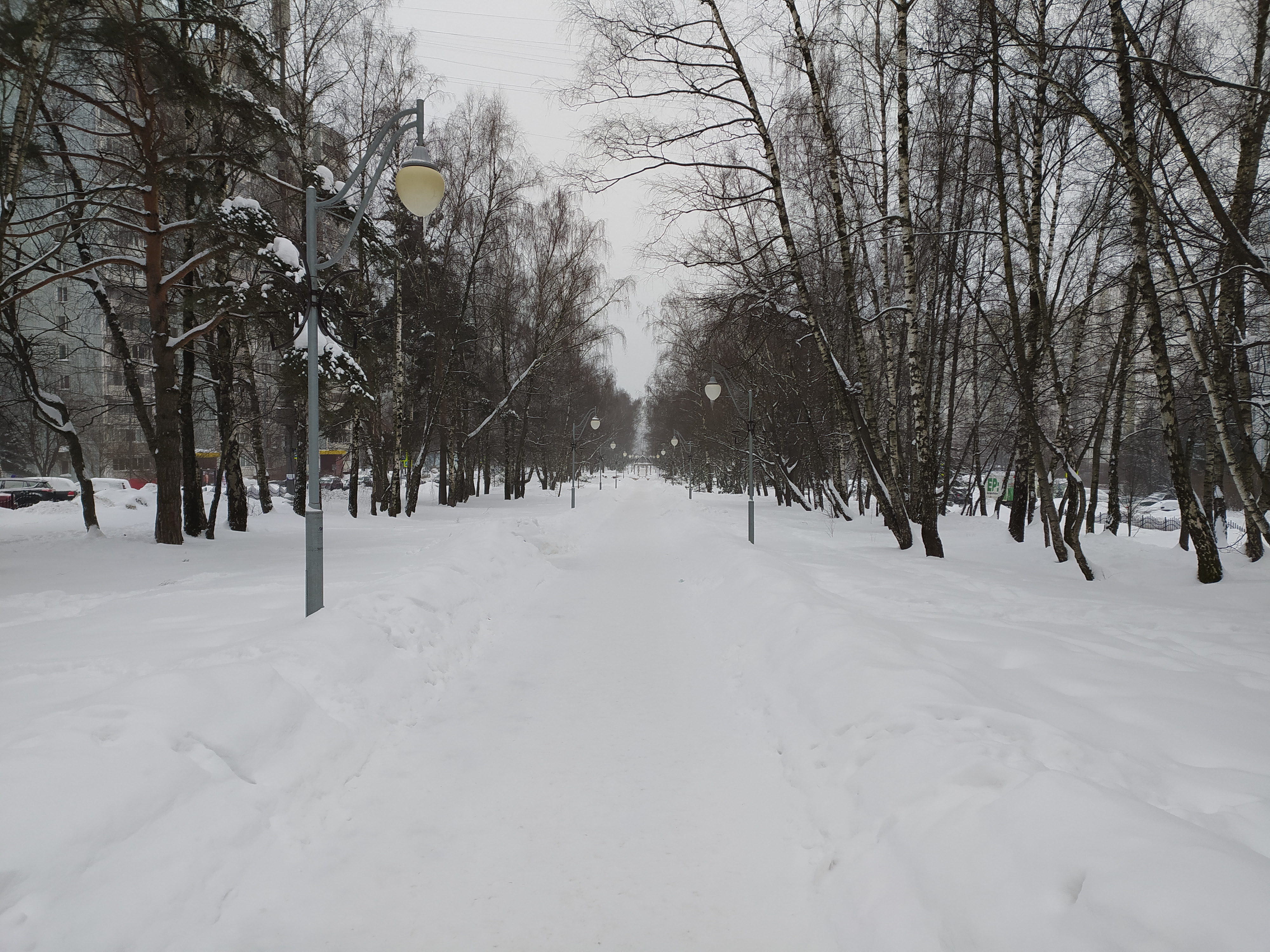
Бульвар на улице зимой
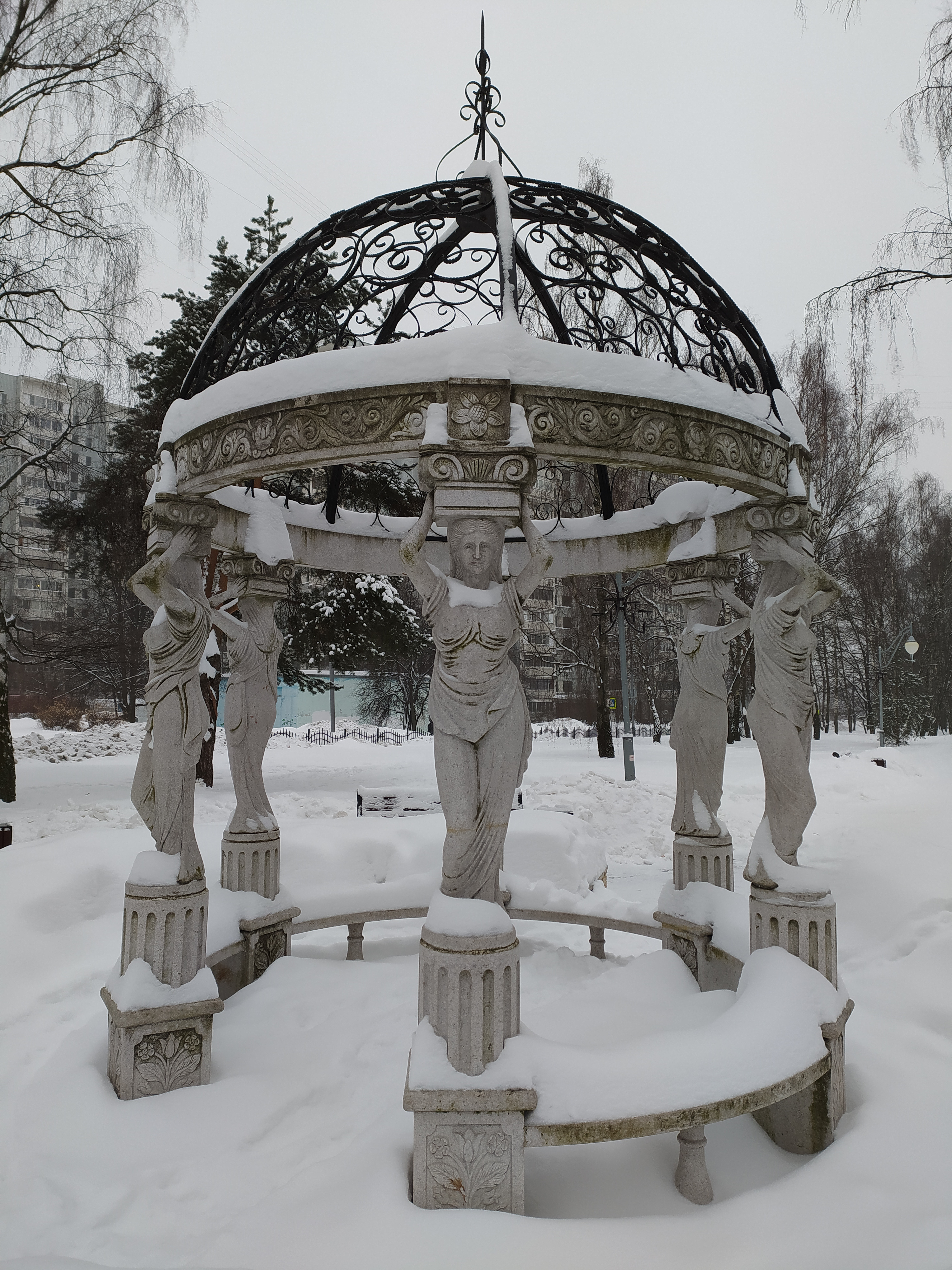
Беседка на бульваре
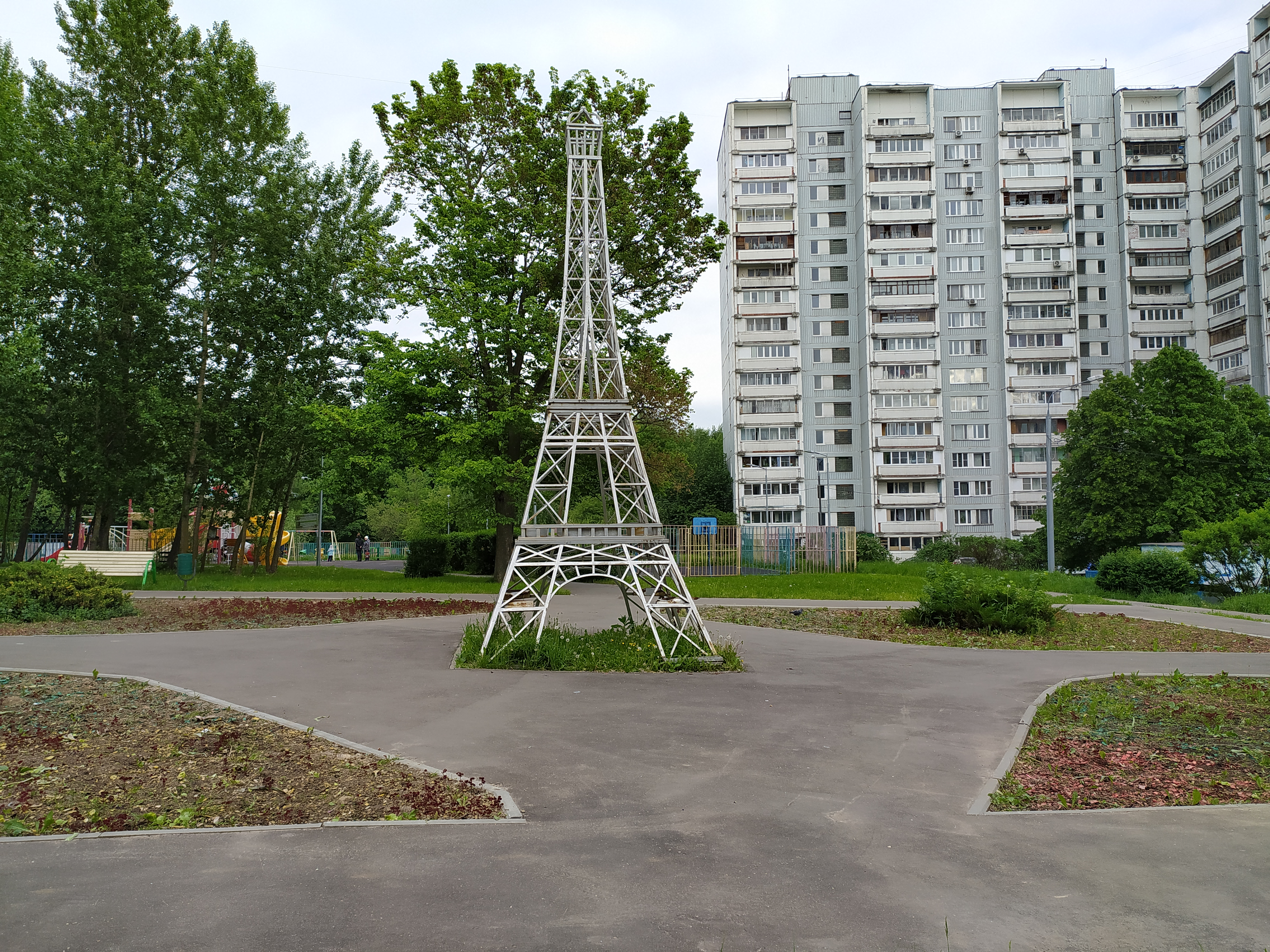
Макет Эйфелевой Башни высотой 5,5 м.